# Hexavalenter Impfstoff
Der hexavalente Impfstoff, auch Sechsfachimpfstoff genannt, ist ein Impfstoff, der per intramuskulärer Injektion zur Grundimmunisierung und Auffrischimpfung gegen sechs unterschiedliche Infektionskrankheiten eingesetzt wird: Kinderlähmung, Diphtherie, Tetanus, Keuchhusten, Haemophilus influenzae Typ b sowie Hepatitis B. Bei Einhaltung eines 2+1- oder 3+1-Impfschemas sind Säuglinge und Kleinkinder danach zu über 90 % gegen fünf der sechs Infektionskrankheiten langfristig geschützt. Beim größten Teil der Geimpften ist 5–7 Jahre nach der Impfung kein Pertussisschutz mehr vorhanden. Empfohlen werden Kombinationsimpfstoffe, weil sie die Handhabung vereinfachen und die Akzeptanz erhöhen, die Kosten senken, die Zahl der Injektionen und das Auftreten möglicher Nebenwirkungen verringern, sowie die Menge an Abfall reduzieren. Beim Sechsfachimpfstoff handelt es sich um einen Totimpfstoff, d. h., er beinhaltet im Gegensatz zu Lebendimpfstoffen wie z. B. dem Masern-Mumps-Röteln-Impfstoff keine funktionsfähigen Krankheitserreger.

## Epidemiologie
Kinderlähmung, Diphtherie, Tetanus, Keuchhusten, Haemophilus influenzae-Infektion Typ b und Hepatitis B sind sechs gefährliche Infektionskrankheiten, welche ohne Impfung etliche Millionen Todesopfer gefordert haben bzw. noch fordern. Die meisten dieser Erkrankungen sind aufgrund der umfassenden Impfungen heute in den Industrieländern selten geworden oder wie Poliomyelitis nicht mehr vorhanden, können jedoch bei unzureichendem Impfschutz jederzeit wieder auftreten.
1. Kinderlähmung oder Poliomyelitis wird durch das sehr infektiöse Poliovirus übertragen und verläuft meistens symptomfrei. Allerdings ergeben sich als Komplikation bei 0,1 Prozent aller Erkrankten die gefürchteten Lähmungserscheinungen. In der Vorimpfära herrschte eine vollständige Durchseuchung, d. h., früher kam jeder mit dem Virus in Kontakt. 2002 erklärte die WHO die Europa-Region für poliofrei.[5] Die letzte in Deutschland erworbene Erkrankung an Poliomyelitis durch ein Wildvirus wurde 1990 erfasst.[6] Die letzten beiden importierten Fälle (aus Ägypten und Indien) wurden 1992 registriert. Aktuell erfasste symptomatische Polio(Wild-Typ)-Erkrankungen waren 2019 zwei Fälle in Afghanistan und vier in Pakistan, so dass die Ausrottung der Kinderlähmung für das Jahr 2023 angestrebt wird.[6]
2. Diphtherie ist eine Infektion der oberen Atemwege oder der Haut, welche durch das Bakterium Corynebacterium diphtheriae oder C. ulcerans (überwiegend Hautdiphtherie) ausgelöst werden kann.[7] Gefürchtet sind lebensbedrohende Komplikationen durch Bakteriengifte (Toxine), welche unter anderem zum Erstickungstod durch Rachen- und Kehlkopfentzündungen führen können.[8] Die früher häufige Erkrankung ist in den westlichen Industrieländern erheblich zurückgegangen. Durch die hohen Impfquoten im Kindesalter seit 1984 werden nur noch Einzelfälle durch Meldung in Deutschland erfasst. Dass die Diphtherie sich jedoch bei Absinken der Impfquote auch schnell wieder ausbreiten kann, war in der ehemaligen Sowjetunion zu beobachten, wo nach dem Zusammenbruch des Systems 1994 48.000 Fälle auftraten. In Deutschland kam es in den letzten 40 Jahren zu einer einzigen Übertragung einer Hautdiphtherie ohne Komplikationen.[9]
3. Tetanus, auch Wundstarrkrampf genannt, wird ebenfalls durch ein Bakterientoxin ausgelöst. Die resistenten Sporen des Bakteriums Clostridium tetani kommen überall im Boden vor, z. B. im Straßenstaub oder in Gartenerde. Die Infektion erfolgt durch Sporen, die in Wunden gelangen. Das Bakterium vermehrt sich und sondert den Giftstoff Tetanospasmin ab, welches die muskelsteuernden Nervenzellen schädigt und dadurch die typischen Lähmungen und Muskelkrämpfe verursacht, welche zum Tod führen können. Tetanus ist – mit großen regionalen Unterschieden – weltweit verbreitet. Vor allem in Ländern mit schlechter medizinischer Versorgung und niedrigen Impfquoten erkranken und sterben auch heute noch viele Menschen an dieser Krankheit, 2006 ca. 290.000 Menschen, davon 250.000 an neonatalem Tetanus.[10] Dagegen tritt Tetanus in den Industriestaaten Europas und Nordamerikas dank umfassender Impfungen sowie der verbesserten Lebensbedingungen selten auf.[10] In Deutschland wurden in den letzten Jahren jeweils unter 15 Erkrankungsfälle jährlich verzeichnet[10], überwiegend bei älteren Erwachsenen. Das statistische Bundesamt führt in der Todesursachenstatistik bei insgesamt 88 Toten zwischen 2007 und 2018 die vom Krankenhaus gestellte Hauptdiagnose Tetanus.[11]
4. Keuchhusten oder Pertussis ist eine durch das Bakterium Bordetella pertussis ausgelöste hochansteckende Infektionskrankheit mit untypischem Hustenattacken, die v. a. bei Säuglingen lebensbedrohlich verlaufen kann. Bedrohlich ist Keuchhusten auch wegen schwerwiegender Komplikationen wie Lungenentzündungen, Mittelohrentzündung, Apnoen und Gehirnentzündung. Erst im Frühjahr 2013 wurde gemäß IfSG eine bundesweite Meldepflicht eingeführt, sodass Langzeit-Beobachtungen zur deutschlandweiten Krankheitslast erst in einigen Jahren zuverlässig vorliegen werden.[12] 2017, so das statistische Bundesamt starb eine Person an Pertusis in Deutschland. In Ländern wie USA oder Brasilien werden erfolgreich schwangere Frauen zwischen der 28. und 30. Schwangerschaftswoche einmalig geimpft um den gefürchteten Neugeborenenkeuchhusten zu verhindern. 151 000 Menschen erkrankten 2018 weltweit an Keuchhusten, die WHO erfasste 89.000 Todesfälle.[13][14]
5. Haemophilus influenzae Typ b (Hib) ist ein Bakterium, welches vor allem bei Kleinkindern ein Erreger von Hirnhautentzündungen und weiteren entzündlichen Erkrankungen im Hals-Nasen-Ohren-Bereich wie der Kehldeckelentzündung ist. In der Vorimpfära war H. influenzae b für 50–65 Prozent aller Meningitiden bei Kleinkindern verantwortlich.[15] Da einige Stämme von H. influenzae multiresistent gegen bekannte Antibiotika sind, wird die Hib-Impfung seit 1990 von der STIKO für alle Kleinkinder empfohlen. 2018 konnten 36 Hib-Fälle in ganz Deutschland erfasst werden.[16] Allgemein erkrankten an invasiver Haemophilus-influenzae-Infektionen sowohl Säuglinge und Kleinkinder unter 5 Jahren als auch ältere Menschen über 59 Jahren.[16]
6. Hepatitis B gehört mit etwa 240 Millionen chronisch infizierten Menschen[17] zu den häufigsten Infektionskrankheiten der Welt und kann eine Leberentzündung verursachen. Die Infektion erfolgt durch Kontakt mit Blut oder anderen Körperflüssigkeiten eines anderen infizierten Menschen. In 5 bis 10 Prozent der Fälle verläuft die Erkrankung chronisch, d. h., das Hepatitis-B-Virus bleibt im Körper und die Person verteilt weiterhin den Erreger. Die Chronifizierungsrate ist bei Neugeborenen und Kleinkindern am höchsten. Bei etwa einem Viertel aller chronischen Hepatitis-B-Erkrankungen ist ein sich im Schweregrad steigernder Krankheitsverlauf zu beobachten, der dann häufig zu erheblichen Folgeschäden wie beispielsweise Leberkarzinom oder Leberzirrhose führt. Zwischen 2003 und 2006 hatten ca. 0,2 Prozent der unter 18-jährigen in Deutschland eine aktive Hepatitis B.[17]

## Anwendung und Wirkung des Sechsfach-Impfstoffs
Der Sechsfachimpfstoff wird von ausgebildetem Personal intramuskulär injiziert und verursacht in der Regel eine nicht wahrgenommene, nicht übertragbare Anregung des Immunsystems gegen die zuvor genannten Infektionskrankheiten und die Adjuvantien. Ab dem zweiten Lebensmonat können zur Grundimmunisierung drei beziehungsweise zwei Dosen mit einem Zeitabstand von mindestens einem Monat verabreicht werden. Anschließend sollte eine Auffrischung (Booster) erfolgen (damit 3+1- bzw. 2+1-Impfschema). In Deutschland (seit 2020), Österreich, der Schweiz und anderen Ländern in Europa wird ein reduziertes 2+1-Schema empfohlen. Das Immunsystem des Menschen bildet bei 90–99 % der Geimpften (je nach Komponente) Antikörper gegen die entsprechenden Krankheiten. Im Falle des Keuchhustens können diese dennoch nach 5 bis 7 Jahren wieder verschwinden.

## Zugelassene Impfstoffe
In der Europäischen Union wurden bislang vier Sechsfach-Impfstoffe zugelassen:
- Infanrix hexa von GlaxoSmithKline, zugelassen 2000
- Hexyon und Hexacima von Sanofi Pasteur (Europe), zugelassen 2013
- Vaxelis von MSD Sharp & Dohme GmbH, zugelassen 2016

Der im Jahr 2000 zugelassene Impfstoff Hexavac von Sanofi Pasteur MSD wurde 2005 aufgrund eines zu geringen Langzeitschutzes gegen Hepatitis B vom Markt genommen. Etwa 5 % bis 20 % der geimpften Kinder hat keinen ausreichend hohen Antikörpertiter gegen Hepatitis B (anti-HbsAg < 100 IU/l) entwickelt, so dass ein langfristiger Schutz nicht gegeben ist.

## Nebenwirkungen
Als Nebenwirkung können wie bei allen Impfungen lokale Impfreaktionen wie Rötung, Schmerzen und Schwellungen an der Injektionsstelle vorkommen und werden als harmlose Nebenwirkungen betrachtet. Diese Reaktionen sind größtenteils auf die Injektion zurückzuführen, nicht auf den Wirkstoff selber. Als seltene Nebenwirkung kann auch eine allergische Reaktion gegen Inhaltsstoffe des Serums auftreten.
Da es sich bei der Sechsfachimpfung um einen Totimpfstoff handelt, können die entsprechenden Infektionskrankheiten durch die Impfung nicht entstehen oder gar auf andere übertragen werden. Das Immunsystem wird aber aktiv, so dass in der Folge Hautausschlag oder leichtes Fieber für wenige Tage entstehen kann. Diese Nebenwirkungen sind selten und üblicherweise leichter und kurzfristiger Natur und bei hexavalenten Impfstoffen nicht häufiger als bei Einzelimpfungen. Obschon Nebenwirkungen durch die Impfung bekannt sind, überwiegen die Vorteile des Infektionsschutzes gegenüber einer „natürlichen“ lebensbedrohlichen Erkrankung bei weitem.
In den Jahren 2001 bis 2003 wurden in Deutschland etwa 7,2 Millionen Impfdosen verabreicht, auf die 488 Impfreaktionen gemeldet wurden. Die Meldungen in der Altersklasse der Säuglinge und Kleinkinder betrafen meist hexavalente Impfstoffe, meist wurden leichte Allgemeinreaktionen gemeldet, gefolgt von Fieberkrämpfen.

## Kontroversen um Sechsfach-Impfstoffe

### Kontroversen um die Auslösung von plötzlichen Todesfällen (SUD bzw. SIDS)
Im Laufe von drei Jahren nach Einführung der Sechsfachimpfstoffe im Herbst 2000 in Europa verstarben fünf Kinder innerhalb von 24 Stunden nach der Impfung, sogenannte plötzliche ungeklärte Todesfälle (Sudden Unexplained Deaths – SUD). Die Kinder waren zwischen 4 und 23 Monate alt und galten als gesund. Bis zu diesem Zeitpunkt waren in Europa ca. 3 Millionen Kinder mit Sechsfachimpfstoffen geimpft worden. Daraufhin wurden die Vorfälle sowohl vom Paul-Ehrlich-Institut (PEI, deutsches Bundesinstitut für Impfstoffe und biomedizinische Arzneimittel) als auch vom wissenschaftlichen Komitee der Europäischen Arzneimittelagentur untersucht.
Die Todesursache blieb in allen Fällen unklar. Da in drei der fünf Fälle von einem Krampfleiden in der Familie berichtet wurde, diskutierten die Experten unter anderem auch dieses als möglichen Auslöser. Allerdings ergaben die klinischen Beschreibungen der individuellen Fallberichte keine klaren Hinweise, dass Epilepsie in der Familie ein Risikofaktor sein könnte. Als mögliche andere Todesursachen wurden virale Infektionen, Stoffwechselerkrankungen, allergische Reaktionen und Atemwegsobstruktionen diskutiert, was aber in Ermangelung von standardisierten Obduktionsprotokollen nicht abschließend geklärt werden konnte. Auch der plötzliche Kindstod (SIDS) als Ursache wurde erwogen, wobei dieser per Definition ein SUD bis zum ersten Lebensjahr ist. Die SIDS-Fälle sind jedoch seit Jahren in den meisten europäischen Ländern rückläufig.
Die Experten kamen mehrheitlich zu dem Schluss, dass ein ursächlicher Zusammenhang zwischen der Impfung und dem Tod der Kinder nicht belegt ist. Eine Änderung der Anwendung von Sechsfachimpfstoffen wurde von der Europäischen Arzneimittelagentur nicht empfohlen, da aufgrund der vorhandenen Erkenntnisse kein Risiko für die Gesundheit der Bevölkerung bestehe.
In der Folge der ersten Untersuchung zum Zusammenhang mit SUD wurden in Deutschland alle gemeldeten, ungeklärten Todesfälle von Kindern bis zum Alter von zwei Jahren nähergehend untersucht, inklusive der Fälle des plötzlichen Kindstods. Dabei wurde möglicherweise eine statistische Auffälligkeit im zweiten Lebensjahr bei einem der beiden Sechsfachimpfstoffe gefunden: bei einer zufälligen Verteilung war maximal ein Todesfall zeitnah mit der Verabreichung des Impfstoffs zu erwarten, ermittelt wurden aber zwei Todesfälle. Aus der Sicht der Statistik sind sinnvolle Schlussfolgerungen bei derart geringen Anzahlen nicht möglich, sondern erst ab dem etwa tausendfachen des bisherigen Untersuchungszeitraumes. Der zweite untersuchte Impfstoff wies keine Auffälligkeiten auf. Das aufgetretene statistische Signal hat sich in der Folge nicht bestätigt, da keine weiteren Todesfälle im Zusammenhang zu Sechsfachimpfstoffen gemeldet wurden. Das Fazit der Studie empfiehlt die genaue Beobachtung dieser Vorfälle und weitere, tiefergehende Untersuchungen derselben. Eine vom RKI in Auftrag gegebene Studie (TOKEN) untersuchte die zwischen Juli 2005 und Juli 2008 254 ungeklärten, plötzlichen und unerwarteten Todesfälle auf einen möglichen Zusammenhang mit vorangegangenen Sechsfachimpfungen. Es fanden sich keine Evidenzen für ein erhöhtes Risiko für einen plötzlichen Kindstod innerhalb von einer Woche nach Sechsfachimpfung.
Weiterhin beschrieben Münchener Pathologen Auffälligkeiten bei der Obduktion von SUD-Fällen, welche diese dem Impfstoff Hexavac zuschrieben. Diese nicht begutachtete Veröffentlichung wurde jedoch in der Folge wegen der verwendeten Untersuchungsmethodik zurückgewiesen. Insbesondere die Nicht-Einhaltung von internationalen Standards bei der Obduktion wurde stark kritisiert.
Eine Folgestudie zeigte inzwischen, dass die Aussagen der Münchner Pathologen falsch waren und Impfungen inklusive der Sechsfachimpfungen keine Ursache für SIDS/SUD sind, sondern im Gegenteil möglicherweise sogar vor SIDS schützen.

### Kontroversen um das Ruhen der Zulassung von Hexavac
Nach der Zulassung der Sechsfachimpfstoffe im Jahr 2000 in Europa erfolgte im Jahr 2005 die routinemäßige Überprüfung dieser Zulassung durch die Europäische Arzneimittelagentur. Dabei wurden auch Hinweise auf einen verminderten Langzeitschutz des Sechsfachimpfstoffs Hexavac gegen Hepatitis B untersucht. Als Vorsichtsmaßnahme empfahl die Agentur die Zulassung für den Kombinationsimpfstoff ruhen zu lassen. Sie betonte dabei, dass es keinerlei Sicherheitsbedenken gegen das Mittel gebe. Bei Kindern, welche mit Hexavac geimpft wurden, besteht laut PEI kein akuter Handlungsbedarf. Sie müssen aber möglicherweise später eine zusätzliche Impfung gegen Hepatitis B erhalten, damit ggf. ein Langzeitschutz gegen Hepatitis B gewährleistet wird. Spätestens 2015 hätte kommuniziert werden müssen, warum der Hexavac-Impfstoff vom Markt genommen wurde, ob jetzt nicht bei den damalig geimpften Kindern konsequenterweise eine Überprüfung des Hepatitis B-Status ansteht und wer diese und etwaige Nachimpfungen bezahlt. Hierzu gibt es weder vom PEI noch von der STIKO am RKI eine Stellungnahme. Der Rechtsnachfolger ist seit Auflösung des Joint-Ventures die Firma Sanofi.
Impfgegner unterstellen einen Zusammenhang zwischen der Kontroverse um SUD-Fälle und dem Rückzug von Hexavac, der sich jedoch nicht belegen lässt. Seit dem Jahr 2000 wurden ca. 1,5 Millionen Kinder in Deutschland mit Hexavac geimpft, was im hypothetischen Fall eines Zusammenhangs ein SUD-Risiko von weniger als 0,0003 % ergeben würde.